# Cantone di Saint-Mihiel
Il Cantone di Saint-Mihiel è una divisione amministrativa dell'arrondissement di Commercy.
A seguito della riforma approvata con decreto del 17 febbraio 2014, che ha avuto attuazione dopo le elezioni dipartimentali del 2015, è passato da 20 a 34 comuni.

## Composizione
I 20 comuni facenti parte prima della riforma del 2014 erano:
- Apremont-la-Forêt
- Bislée
- Bouconville-sur-Madt
- Broussey-Raulecourt
- Chauvoncourt
- Han-sur-Meuse
- Lacroix-sur-Meuse
- Lahayville
- Loupmont
- Maizey
- Montsec
- Les Paroches
- Rambucourt
- Ranzières
- Richecourt
- Rouvrois-sur-Meuse
- Saint-Mihiel
- Troyon
- Varnéville
- Xivray-et-Marvoisin

Dal 2015 i comuni appartenenti al cantone sono i seguenti 34:
- Apremont-la-Forêt
- Beney-en-Woëvre
- Bislée
- Bouconville-sur-Madt
- Broussey-Raulecourt
- Buxières-sous-les-Côtes
- Chaillon
- Chauvoncourt
- Dompierre-aux-Bois
- Han-sur-Meuse
- Heudicourt-sous-les-Côtes
- Jonville-en-Woëvre
- Lachaussée
- Lacroix-sur-Meuse
- Lahayville
- Lamorville
- Loupmont
- Maizey
- Montsec
- Nonsard-Lamarche
- Les Paroches
- Rambucourt
- Ranzières
- Richecourt
- Rouvrois-sur-Meuse
- Saint-Maurice-sous-les-Côtes
- Saint-Mihiel
- Seuzey
- Troyon
- Varnéville
- Vaux-lès-Palameix
- Valbois
- Vigneulles-lès-Hattonchâtel
- Xivray-et-Marvoisin